# 缅桐
缅桐（学名：Sumbaviopsis albicans）为大戟科缅桐属下的一个种。